# 溫菲爾德 (紐約州)
溫菲爾德（英語：Winfield）是一個位於美國紐約州赫基默縣的鎮。

## 人口
根據2020年美國人口普查的數據，溫菲爾德的面積為61.26平方千米，當中陸地面積為61.23平方千米，而水域面積為0.03平方千米。當地共有人口1897人，而人口密度為每平方千米31人。